# Пичужкино
Пичужкино (горномар. Пичäнсола) — деревня в Горномарийском районе Марий Эл Российской Федерации. Входит в состав Виловатовского сельского поселения.
Численность населения — 41 чел. (2010 год).

## География
Располагается в 7 км от административного центра сельского поселения — села Виловатово. Деревня примыкает к деревне Артюшкино.

## История
Марийское название деревни Пичäнсола состоит из слов «пичы» (изгородь) и «сола» (деревня). Впервые околодок Пичушкино упоминается в 1820 году.

## Население
| 2002 | 2010 |
| ---- | ---- |
| 25   | ↗41  |